# BMX freestyle féminin aux Jeux olympiques d'été de 2024
Cet article traite de l'épreuve féminine. Pour la compétition masculine, voir BMX freestyle masculin aux Jeux olympiques d'été de 2024.
Navigation
Tokyo 2020 Los Angeles 2028
Le BMX freestyle féminin, épreuve de BMX des Jeux olympiques d'été de 2024, a lieu les 30 et 31 juillet 2024 au sein du parc urbain de la Concorde, à Paris. 

## Médaillées
| Or               | Argent               | Bronze              |
| Deng Yawen (CHN) | Perris Benegas (USA) | Natalya Diehm (AUS) |

## Présentation

### Site de la compétition

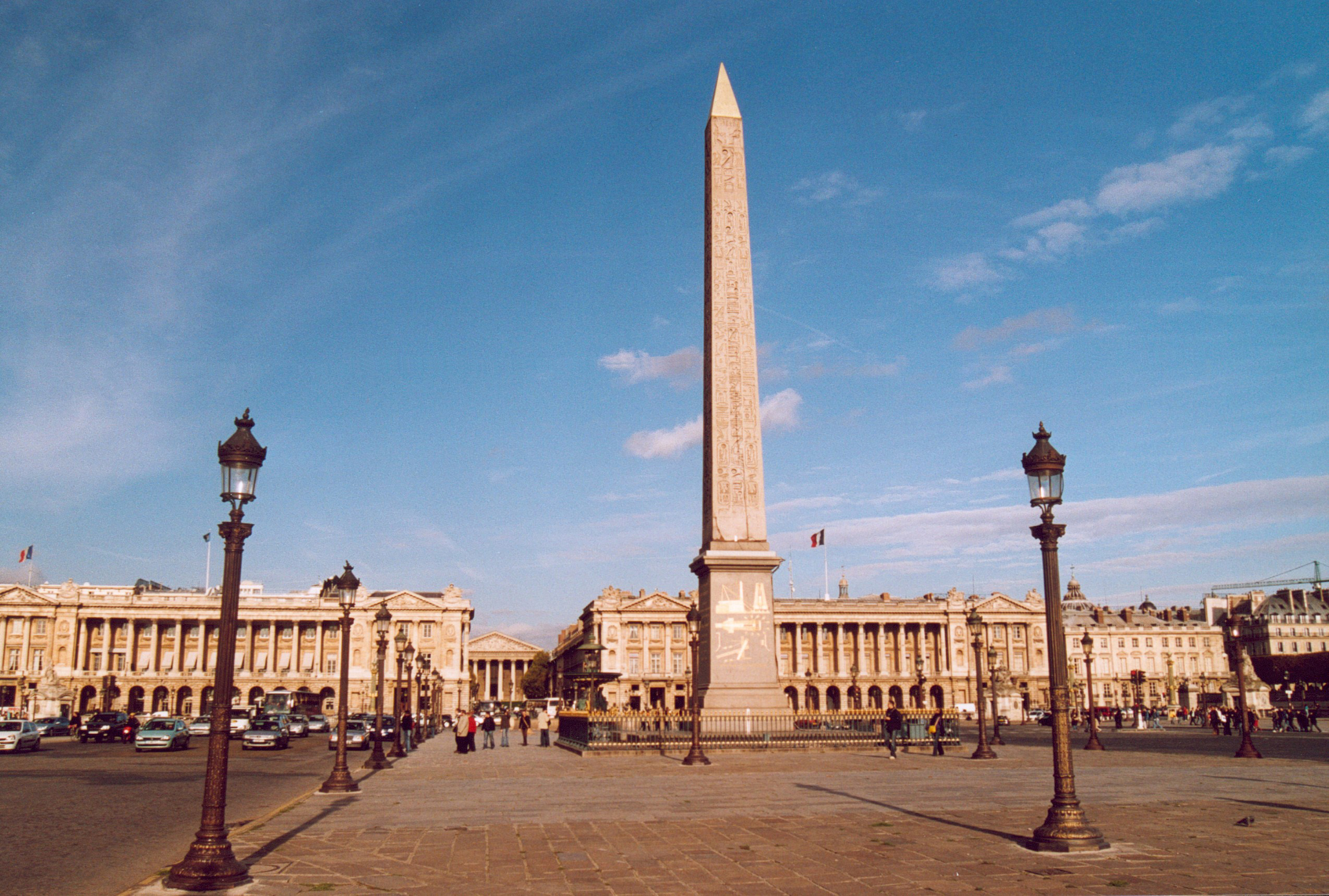
Vue générale de la place de la Concorde.

Le BMX freestyle se déroule au sein du parc urbain de la Concorde, sur la place de la Concorde, au cœur de Paris. Le site accueille également les compétitions de Basket-ball 3x3, de skateboard et de breakdance.

### Format
La compétition est un tournoi en deux tours : une manche qualificative et une finale. À chaque tour, les riders effectuent tous deux passages de 60 secondes chacun. Cinq juges attribuent des notes entre 0,00 et 99,99 en fonction de la difficulté et de l'exécution du parcours du rider. Les athlètes se voient attribuer un score, calculé sur la moyenne des deux runs. L'athlète auteur du meilleur score s'élance en dernier lors de la finale.
En finale, seul le meilleur score des deux « runs » compte.

### Programme
| Date                | Horaire | Manche         |
| ------------------- | ------- | -------------- |
| Mardi 30 juillet    | 13 h 25 | Qualifications |
| Mercredi 31 juillet | 13 h 10 | Finale         |

## Résultats

### Manche qualificative
Les 8 meilleures se qualifient pour la finale (Q).
| Rang | Cycliste              | Pays            | 1re manche | 2e manche | Moyenne | Notes |
| ---- | --------------------- | --------------- | ---------- | --------- | ------- | ----- |
| 1    | Hannah Roberts        | États-Unis      | 91.80      | 91.10     | 91.45   | Q     |
| 2    | Deng Yawen            | Chine           | 90.36      | 91.70     | 91.03   | Q     |
| 3    | Sun Jiaqi             | Chine           | 88.00      | 87.66     | 87.83   | Q     |
| 4    | Perris Benegas        | États-Unis      | 86.20      | 84.68     | 85.44   | Q     |
| 5    | Iveta Miculyčová      | Tchéquie        | 83.60      | 85.33     | 84.46   | Q     |
| 6    | Queensaray Villegas   | Colombie        | 81.60      | 87.25     | 84.42   | Q     |
| 7    | Macarena Pérez        | Chili           | 85.13      | 83.36     | 84.24   | Q     |
| 8    | Natalya Diehm         | Australie       | 81.66      | 86.12     | 83.89   | Q     |
| 9    | Laury Perez           | France          | 83.64      | 82.88     | 83.26   | Q     |
| 10   | Nikita Ducarroz       | Suisse          | 79.04      | 80.53     | 79.78   |       |
| 11   | Charlotte Worthington | Grande-Bretagne | 79.20      | 78.82     | 79.01   |       |
| 12   | Kim Lea Müller        | Allemagne       | 75.80      | 80.10     | 77.95   |       |

### Finale
| Rang                                | Cycliste            | Pays       | 1re manche | 2e manche | Résultat |
| ----------------------------------- | ------------------- | ---------- | ---------- | --------- | -------- |
| Médaille d'or, Jeux olympiques      | Deng Yawen          | Chine      | 92.50      | 92.60     | 92.60    |
| Médaille d'argent, Jeux olympiques  | Perris Benegas      | États-Unis | 83.40      | 90.70     | 90.70    |
| Médaille de bronze, Jeux olympiques | Natalya Diehm       | Australie  | 88.80      | 87.70     | 88.80    |
| 4                                   | Queensaray Villegas | Colombie   | 64.80      | 88.00     | 88.00    |
| 5                                   | Macarena Pérez      | Chili      | 83.80      | 84.55     | 84.55    |
| 6                                   | Iveta Miculyčová    | Tchéquie   | 82.30      | 8.60      | 82.30    |
| 7                                   | Sun Jiaqi           | Chine      | 70.80      | 60.10     | 70.80    |
| 8                                   | Hannah Roberts      | États-Unis | 70.00      | 5.42      | 70.00    |
| 9                                   | Laury Perez         | France     | 2.80       | 64.30     | 64.30    |